# Pandora flexuosa
Pandora flexuosa is een tweekleppigensoort uit de familie van de Pandoridae. De wetenschappelijke naam van de soort is voor het eerst geldig gepubliceerd in 1822 door G.B. Sowerby I.